# A1奥地利电信集团
A1奥地利电信集团（A1 Telekom Austria Group）是奥地利维也纳的一家电信公司，2014年起为美洲电信的子公司。

## 历史
该公司历史可以追溯至1887年，当时是国有的邮电局（Post- und Telegraphenverwaltung）。2000年全面私有化，在维也纳证券交易所和纽约证券交易所上市（2007年从纽约证券交易所退市）。